# Wet (canção de Nicole Scherzinger)
"Wet" é uma canção da cantora norte-americana Nicole Scherzinger, tirada de seu álbum solo Killer Love (2011). A música foi escrita por Ester Dean e Traci Hale, co-escrita e produzida pela dupla norueguesa StarGate (Tor E. Hermansen e Mikkel S. Eriksen) e Sandy Vee. A música foi extraída como o quarto single do álbum nas rádios britânicas em 28 de agosto de 2011, pela Polydor Records, enquanto na Austrália foi lançada no mês seguinte.
A música dance-pop e R&B mostra Scherzinger cantando que "seu corpo está doendo pelo toque de um homem". Recebeu críticas em sua maioria positivas de críticos de música. A música recebeu um sucesso comercial moderado , chegando ao número vinte e um no UK Singles Chart, além de atingir o número dez na parada de singles irlandeses, onde também se tornou um de seus maiores lançamentos. O videoclipe de acompanhamento de "Wet" foi dirigido por Justin Francis. Foi recebido em sua maioria positivamente por críticos que favoreceram a intrincada coreografia de Scherzinger.

## Antecedentes e composição
"Wet" foi gravado em 2010 no Roc the Mic Studios em Nova York, Westlake Recording Studios em Los Angeles e The Bunker Studios em Paris. Os vocais de Scherzinger foram gravados por Eriksen e Miles Walker no Roc the Mic Studios e Westlake Recording Studios e por Vee no The Bunker Studios. "Wet" foi mixado por Vee no The Bunker Studios e por Phil Tan no The Ninja Beat Club em Atlanta, Georgia. Engenharia adicional e assistente foi realizada por Damien Lewis. Todos os instrumentos foram completados por Eriksen, Hermansen e Vee. "Wet" não recebeu um lançamento tradicional. No Reino Unido, foi dada uma data de lançamento em 28 de agosto de 2011; às vezes, as gravadoras escolhem uma data para uma música impactar como single e para promoção, mas não dão à música uma listagem separada do álbum em lojas de download digital. Pouco menos de um mês depois, foi enviado para a rádio na Austrália em 26 de setembro de 2011.
"Wet" é uma faixa uptempo, contendo uma batida disco, um baixo pulsante e batidas eletrônicas. A música foi escrita por Ester Dean e Traci Hale, e co-escrita e produzida pela dupla norueguesa StarGate e Sandy Vee. Na faixa Scherzinger confessa que seu corpo está "dolorido pelo toque de um homem", afirmando que "esta batida está suja / sinto isso em mim". Descrita como um "bomba nas baladas pronto para dançar" pelo Idolator, a canção narra "muitas formas sensuais" que Scherzinger se molha; suando, tomando banho, nadando e se afogando. Scherzinger continua todo o tema "encharcado" dentro do refrão das músicas: "Bem, eu vou tirar minha roupa / Dar um salto e surfar no meio da multidão / Pingando no meu pescoço / Encharcado, afundar ou nadar ou você se afogar / Vamos ficar um pouco molhado." Na música, Scherzinger canta correndo por aí nua, afirmando "Eu sinto que o que eu fizer esta noite será o assunto da cidade."

## Recepção crítica
"Wet" recebeu críticas positivas dos críticos. Premiando a música com três de cinco estrelas, Robert Copsey, do Digital Spy, deu à música uma crítica mista, afirmando que apesar de Scherzinger ronronar com convicção, a música soa similar a "Only Girl (In the World)" de Rihanna. Enquanto revisava o álbum, o mesmo site revisou "Wet" como destaque do álbum, e o nomeou como um possível single futuro. Idolator afirmou que Scherzinger está "Gotejando positivamente com sex appeal em sua ode para ser banhado", mais tarde acrescentando que o "dance jam produzido pelo Stargate é o equivalente musical de uma corrida através do sprinkler". terminou a sua análise afirmando que após a adição de um conhecido rapper, a música poderia atingir o Top 40 nacional. Ao rever o álbum, Becky Bain de "Idolator" afirmou que "Wet", juntamente com "Club Banger Nation", tocaria um acorde com os frequentadores. David Griffiths da 4Music chamado "Wet", de uma adição essencial à playlist de qualquer pessoa. Em outra entrevista de Griffiths, ele nomeou "Wet" uma "música pop", afirmando que os "hits continuam chegando" para Scherzinger. Kim Dawson do Daily Star elogiou a canção como uma "melodia atrevida". Descrevendo a música como um "hit certo" para Scherzinger, Pip Ellwood de Entertainment-Focus complementou a canção como a melhor música do álbum, afirmando que seu ritmo é melhor do que o do primeiro single "Poison" devido ao fato de que é "impossível não se mover."

## Desempenho comercial
"Wet" estreou no UK Singles Chart no número 189. Na semana de 20 de agosto de 2011, foi para o seu pico de número 21. "Wet" estreou no Irish Singles Chart no número quarenta e oito no semana que termina em 11 de agosto de 2011. Na semana seguinte, 18 de agosto de 2011, "Wet" subiu para o número dez na parada de singles irlandeses. A música também chegou ao número treze na Scottish Singles Chart.

## Vídeo musical
O videoclipe de "Wet" foi filmado em um único dia para acomodar sua agenda como jurada do X Factor. Foi filmado em um estacionamento de Los Angeles - era o único local adequado devido à sua proximidade com os estúdios do X Factor. O vídeo foi dirigido por Justin Francis. Em 2 de agosto de 2011, Scherzinger lançou nos bastidores fotos do videoclipe das músicas com Scherzinger usando um traje de duas peças e segurando uma rede em torno de seu corpo enquanto ela fica atrás de uma parede de água. O vídeo faz uso da colocação de produtos do "Champion". O videoclipe estreou através no MSN Music UK em 3 de agosto de 2011.

### Sinopse
O vídeo começa com Scherzinger se escondendo da polícia, evitando a captura e se disfarçando com algumas máscaras de aviador e um moletom com capuz. Enquanto ela está sendo pesquisada pela câmera de segurança, Scherzinger começa a dançar atleticamente e acrobaticamente. Jenna Hally Rubenstein, da MTV Buzzworthy, acreditava que parte da dança de Scherzinger continha antigos movimentos de dança de chuva Navajo. Scherzinger agora usa um top de couro preto - espartilho, shorts de cintura alta e botas de cano alto, com cenas de Scherzinger cantando atrás de uma vidraça enquanto chove estão entrelaçadas no clipe. Scherzinger, acompanhada por um grupo de bailarinas, entram em uma piscina coberta onde homens são vistos borrifando grafites na parede. Scherzinger e suas dançarinas de apoio começam a dançar na piscina de concreto vazia, enquanto os homens começam a procurar Scherzinger com mangueiras. Quando a polícia entra no prédio, Scherzinger é avisado por um homem que atua como vigia. Scherzinger e todos os seus companheiros escapam, apenas para deixar a polícia descobrir uma mensagem pintada de "Molhado".

### Recepção crítica
Os críticos em sua maioria foram favoráveis a músicas que acompanha o videoclipe, em particular a intrincada coreografia de Scherzinger. No dia em que o vídeo estreou, um revisor do Rap-Up escreveu que "Está ficando quente aqui", referindo-se ao "corpo esfumaçado" de Scherzinger e aos "visuais fumegantes". Staff do Idolator elogiou a coreografia de Scherzinger, afirmando que "faria as outras Pussycat Dolls ruborizarem". Amy Sciarretto da PopCrush deu ao vídeo uma crítica positiva afirmando que ela estava impressionada com os métodos atléticos e acrobáticos da coreografia de Scherzinger. Ela continuou, "ela nem tem que tentar ser sexy; ela simplesmente é". Scherzinger se contorceu em torno do chão em "posições um pouco comprometedoras" e acrescentou que Scherzinger está molhada por cerca de 50 por cento do vídeo, então "nós estamos supondo que os caras em todo o país não vão escrever em breve cartas de reclamação". Sophie Forbes, do Daily Mail, afirmou positivamente: "Segurando uma rede em torno de seu corpo, ela parecia sensacional em sua parte preta enquanto olhava melancolicamente para longe". David Griffiths, da 4Music, revisou positivamente o videoclipe da música, afirmando que ele "apresenta uma boa dança de cair o queixo, um toque de cabelo ou dois, e alguns empurrões sérios, isso nos impressiona bastante." "Wet" ficou em 70º lugar nos videoclipes mais assistidos da MTV de 2011.

## Recepção da crítica
"Wet" recebeu críticas positivas dos críticos. Premiando a música com três de cinco estrelas, Robert Copsey, do Digital Spy, deu à música uma crítica mista, afirmando que apesar de Scherzinger ronronar com convicção, a música soa similar a "Only Girl (In The World)" de Rihanna. Ao rever o álbum, o mesmo site analisou "Wet" como destaque do álbum, e nomeou-o como um possível single futuro. Idolator afirmou que Scherzinger está "positivamente encharcada de apelo sexual em sua ode a ficar encharcada", mais tarde acrescentando que o "dance jam produzido pelo Stargate é o equivalente musical de uma corrida através do sprinkler". Idolator terminou sua análise afirmando que após a adição de um conhecido rapper, a música poderia atingir o Top 40 nacional. Ao rever o álbum, Becky Bain do Idolator afirmou que "Wet", juntamente com "Club Banger Nation" iria atingir um acorde com banhistas. David Griffiths da 4Music chamado "Wet" é uma adição essencial à lista de reprodução de qualquer pessoa. Em outra entrevista de Griffiths, ele nomeou "Wet" uma "pop music", afirmando que os "hits continuam chegando" para Scherzinger. Kim Dawson, do Daily Star, elogiou a canção como uma "melodia atrevida". Descrevendo a música como um "sucesso infalível" para Scherzinger, Pip Ellwood da Entertainment-Focus elogiou a música como a melhor faixa do álbum, afirmando que sua batida é melhor que a do single "Poison" devido ao fato de que é "impossível não se mover."

## Video musical
O videoclipe de "Wet" foi filmado em um único dia para acomodar sua agenda como jurada do The  X Factor. Foi filmado em um estacionamento de Los Angeles - era o único local adequado devido à sua proximidade com os estúdios do The X Factor. O vídeo foi dirigido por Justin Francis. Em 2 de agosto de 2011, Scherzinger lançou nos bastidores fotos do videoclipe das músicas com Scherzinger vestindo um traje de duas peças e segurando uma rede em torno de seu corpo enquanto ela fica atrás de uma parede de água. O vídeo faz uso da colocação de produtos do "Champion" do Carrera. O videoclipe estreou no MSN Music UK em 3 de agosto de 2011.

### Sinopse
O vídeo começa com Scherzinger se escondendo da polícia, evitando a captura e se disfarçando com algumas máscaras de aviador e um moletom com capuz. Enquanto ela está sendo analisada pela câmera de segurança, Scherzinger começa a dançar autenticamente e acrobaticamente. Jenna Hally Rubenstein, da MTV Buzzworthy, acreditava que parte da dança de Scherzinger continha antigos movimentos de dança de chuva feita pelos Navajo. Scherzinger que alterna roupas para um top de espartilho de couro preto, shorts de cintura alta e botas de cano alto, enquanto cenas de Scherzinger cantando atrás de uma vidraça enquanto chove são entrelaçadas no clipe
Scherzinger, acompanhada por um grupo de bailarinas, que entram em uma piscina coberta onde homens são vistos borrifando grafites na parede. Scherzinger e suas dançarinas de apoio começam a dançar na piscina de concreto vazia, enquanto os homens começam a mergulhar Scherzinger com mangueiras. Enquanto a polícia entra no prédio, Scherzinger é avisado por um homem que atua como vigia. Scherzinger e todos os seus companheiros escapam, só para deixar a polícia descobrir uma mensagem pintada de "Wet".

### Recepção da crítica
Os críticos geralmente favoreciam as músicas que acompanham o videoclipe, em particular a intrincada coreografia de Scherzinger. No dia em que o vídeo estreou, um revisor do Rap-Up escreveu "Está ficando quente aqui", referindo-se ao "corpo esfumado" de Scherzinger e aos "visuais fumegantes". A equipe do Idolator falou favoravelmente da coreografia de Scherzinger, afirmando que "faria as outras Pussycat Dolls corarem". Amy Sciarretto da PopCrush deu ao vídeo uma crítica positiva afirmando que ela estava impressionada com os métodos atléticos e acrobáticos de dança de Scherzinger. Ela continuou: "ela nem tem que tentar ser sexy; ela simplesmente é".
Jenna Hally Rubenstein da MTV Buzzworthy apreciado contorcendo de Scherzinger volta no chão em "posições pouco comprometedoras" e acrescentou que Scherzinger está molhado por cerca de 50 por cento do vídeo, por isso "estamos supondo caras em todo o país não estão indo para ser escrito cartas de reclamação em breve". Sophie Forbes, do Daily Mail, declarou positivamente: "Segurando uma rede em torno de seu corpo, ela parecia sensacional em suas duas partes enquanto fitava melancolicamente a distância". David Griffiths, da 4Music, revisou positivamente o videoclipe da música, dizendo que ele "apresenta uma boa dança de cair o queixo, um ou dois movimentos de cabelo e algumas sacudidelas sérias, isso nos impressiona bastante." "Wet" ficou em 70º lugar nos videoclipes mais assistidos da MTV de 2011.

## Performances ao vivo
Scherzinger cantou a música pela primeira vez em Stratford, Londres no Westfield Stratford em 13 de setembro de 2011. A performance foi incluída em um conjunto de várias músicas de Killer Love, e foi cantada para celebrar a abertura do shopping center.. Scherzinger começou sua performance com um casaco de couro com franjas em vermelho e preto, as cores do logotipo de Westfield, um vestido bodycon preto e saltos de plataforma roxa que ela chicoteou para revelar uma roupa ainda mais forte por baixo. Ela usava uma roupa de couro preto coberto de borlas e correntes. A performance de Scherzinger foi acompanhada no palco por vários dançarinos, que usavam calças metálicas brilhantes, enquanto ela se apresentava na frente de milhares de fãs. A canção também foi cantada em 2012 em sua primeira turnê solo, Killer Love Tour.

## Versão executada

#### Faixas do álbum
1. Wet – 3:37

## Créditos e equipe
Créditos adaptados do encarte do Killer Love.
Gravação
- Gravado em Roc the Mic Studios, Nova York; Estúdios de Gravação Westlake, Los Angeles, Califórnia; Bunker Studios, em Paris.
- Mixado no The Bunker Studios, em Paris; Ninja Club Studios, Atlanta, Geórgia.

Equipe
| - Composição - Mikkel S. Eriksen, Tor Erik Hermansen, Sandy Wilhelm, Ester Dean, Traci Hale - Produção - Stargate, Sandy Vee - Mixagem - Sandy Vee, Phil Tan | - Engenharia adicional - Damien Lewis - Instrumentos - Mikkel S. Eriksen, Erik Hermansen Tor, Sandy Vee - Vocais de fundo - Ester Dean |

## Desempenho nas tabelas musicais

### Paradas semanais
| Chart (2011)                     | Maior posição |
| -------------------------------- | ------------- |
| Austrália (ARIA)                 | 34            |
| Bélgica (Ultratip Flanders)      | 64            |
| Escócia (Scottish Singles Chart) | 13            |
| Eslováquia (Rádio Top 100)       | 36            |
| Irlanda (IRMA)                   | 10            |
| Reino Unido (UK Singles Chart)   | 21            |
| Romênia (UPFR)                   | 86            |

| Chart (2011)                          | Posição |
| ------------------------------------- | ------- |
| Reino Unido (Official Charts Company) | 155     |

## Histórico de lançamento
| País        | Data                   | Formatos              | Gravadora       |
| ----------- | ---------------------- | --------------------- | --------------- |
| Reino Unido | 28 de agosto de 2011   | Impacto de lançamento | Polydor Records |
| Austrália   | 26 de setembro de 2011 | Rádio Mainstream      | Universal Music |